# 싸이킥스
《싸이킥스》(Psi-kix)는 '싸이(Psi 초능력)'와 '킥스(Kix 아이들)'라는 제목대로 초능력을 가진 다섯 어린이들이 얼음, 에너지, 주먹 등의 초능력을 사용해 로보트를 조종하는 내용의 TV 시리즈 26부작 SF로보트물로 제작되었으며. 2편의 축약본으로 서울애니메이션 센터에서 극장 개봉하였다. 인간이 가진 능력을 증폭시키는 '사이퍼 스톤'을 둘러싼 선악의 대결을 그리고 있으며, 동시에 주인공 자크가 조종사가 되어가는 성장 드라마이기도 하다. 소빅창투와 엠벤처 등에서 총 80억원 규모의 제작비를 투자받아 완성하였으며,  1997년 극장용 애니메이션 <전사 라이안>을 총감독한 임병석씨가 감독을 맡았다. 출시 당시 임병석 감독은 "최근 30년만에 극장에서 재개봉한 <로보트 태권V>, TV 방영을 시작한 <싸이킥스> 등으로 로보트붐을 일으키고 침체된 애니메이션산업 발전에도 일조하길 바란다"고 말했다.
<싸이킥스>는 <장화홍련> 등의 CG를 담당했던 제작사 디지털테트라가 《미래전사 런딤》의 후속으로 제작한 애니메이션으로, TV 시리즈는 2006년 12월 28일부터 2007년 7월 12일까지 문화방송을 통해 방영되었다.

## 작품개요
- 작품명 : 싸이킥스(Psi-Kix)
- 형식 : TV 시리즈 총 26부작
- 종류 : 모션 캡처 3D 애니메이션, 어드벤처, SF